# سن-پل-دو-لیل-او-نوآ
سن-پل-دو-لیل-او-نوآ (به فرانسوی: Saint-Paul-de-l'Île-aux-Noix) شهری در منطقه شهری لو او-ریشولیو ناحیه مونترژی در استان کبک کانادا است. در سرشماری سال ۲۰۱۱ این شهر ۲٬۰۴۹ نفر جمعیت داشته‌است و مساحت آن ۲۹٫۴۷ کیلومتر مربع است.